# Cooperia onchophora
Cooperia onchophora är en rundmaskart. Cooperia onchophora ingår i släktet Cooperia, och familjen Trichostrongylidae. Arten är reproducerande i Sverige.